# Брајан Луис
Брајан М. Луис (енгл. Brian M. Lewis; Сакраменто Калифорнија, 5. децембар 1974) је амерички атлетичар који се такмичи у спринту . Трчи на 100 метара и бивши је члан амричке штафете 4 х 100 метара, са којом је био олимпијски победник и светски првак.

## Спортска каријера
Брајан Луис је као мали играо бејзбол (отац и стриц су му професионално играли бејзбол) до деветог разреда, када је прешао на Атлетику, јер није хтео да му отац буде тренар у бејзболу. Гимназију је завршио 1993. 
После четири године тренирања постао је члан америчке штафете на Светском првенству 1997. у Атини, где су ипали у предтакмичењу, где нису завршили трку. На играма Доре воље 1998. у Москви, Луис је био трећи на 100 м.
Године 1999. Луис је освојио првенство САД на 100 метара и био трећа измена у штафети 4 х 100 м на Светском првенству у Севиљи резултатом 37,59. Штафета је трчала у саставу:Џон Драмонд, Тим Монтгомери, Брајан Луис и Морис Грин. На истом првенству у трци на 100 мета сигао је до полуфинала.
Следеће године на Олимпијским играма у Сиднеју штафета у измењеном саставу Џон Драмонд, Бернард Вилијамс, Брајан Луис и Морис Грин освојила је златну медаљу.

## Лични рекорди
на отвореном
100 м — 9,99 (2002)
200 м — 20,06 (2000)
у дворани
50 м — 5,66 (2002)
60 м — 6,54 (1998 i 2002)
200 м — 20,65 (1997)